# Anton Anderlič
Anton (Tone) Anderlič, slovenski politik, * 4. junij 1956, Zbure pri Šmarjeških toplicah.
Anderlič je bivši poslanec Državnega zbora Republike Slovenije in aktualni predsednik LDS.

## Življenjepis
Pred letom 1992 je že opravil izobrazbo strojnega tehnika (V.).
Leta 1992 je bil izvoljen v 1. državni zbor Republike Slovenije; v tem mandatu je bil član naslednjih delovnih teles:
- Komisija za volitve, imenovanja in administrativne zadeve (predsednik),
- Preiskovalna komisija o domnevnem škodljivem, nedopustnem in nezakonitem ter neustavnem delovanju in poslovanju Izvršnega sveta Skupščine mesta Ljubljana, izvršnih svetov Skupščin občin Postojna, Trbovlje in Izola ter vseh tistih izvršnih svetov skupščin občin, pri katerih delovanju so bile s strani Službe družbenega knjigovodstva ali drugih pristojnih državnih organov ugotovljene nepravilnosti in nezakonitosti, ter o sumu zlorabe pooblastil nekaterih javnih funkcionarjev in drugih tovrstnih nepravilnosti (predsednik),
- Komisija za poslovnik,
- Komisija za lokalno samoupravo in
- Odbor za mednarodne odnose.

Leta 1996 je bil izvoljen v 2. državni zbor Republike Slovenije; v tem mandatu je bil član naslednjih delovnih teles:
- Komisija za volitve, imenovanja in administrativne zadeve (od 16. januarja 1997),
- Komisija za poslovnik (od 16. januarja 1997),
- Ustavna komisija (do 12. junija 1997) in
- Odbor za mednarodne odnose (od 16. januarja 1997).

Leta 2000 je bil izvoljen v 3. državni zbor Republike Slovenije.
Anton Anderlič, član Liberalne demokracije Slovenije, je bil leta 2004 četrtič izvoljen v Državni zbor Republike Slovenije; v tem mandatu je bil član naslednjih delovnih teles:
- Komisija za poslovnik,
- Odbor za zunanjo politiko,
- Odbor za obrambo (predsednik) in
- Ustavna komisija.

Leta 2008 ni bil neposredno izvoljen v Državni zbor RS, ampak je v zboru nadomestil Katarino Kresal, ki se je mandatu odpovedala, saj je postala ministrica za notranje zadeve Republike Slovenije. V tem mandatu je bil član naslednjih teles:
- Komisija za poslovnik (predsednik),
- Komisija za nadzor javnih financ (član),
- Odbor za zunanjo politiko (član),
- Odbor za obrambo (član),
- Ustavna komisija Državnega zbora (član),
- Odbor za zadeve Evropske unije (član),
- Preiskovalna komisija za ugotovitev politične odgovornosti nosilcev javnih funkcij pri pripravi in izvedbi štetja t. i. "izbrisanih" (podpredsednik),
- Preiskovalna komisija za ugotovitev politične odgovornosti zaradi suma vpletenosti pri financiranju spornih menedžerskih prevzemov in pomanjkljive prevzemne zakonodaje (namestnik člana),
- Preiskovalna komisija za ugotovitev politične odgovornosti pri pripravi in izvedbi nekaterih projektov Mestne občine Ljubljana, Stanovanjskega sklada Republike Slovenije, Univerze na Primorskem in javnih zdravstvenih objektov, financiranih iz državnega oziroma proračuna Mestne občine Ljubljana (član),
- Preiskovalna komisija za ugotovitev in oceno dejanskega stanja izdajanja in financiranja brezplačnih tednikov "Slovenski tednik" in "Ekspres" (član),
- Preiskovalna komisija za ugotovitev politične odgovornosti nosilcev javnih funkcij v zadevi Patria (član)
- Delegacija Državnega zbora v Parlamentarni skupščini NATO (član),
- Delegacija Državnega zbora v Skupščini Zahodnoevropske unije – Evropska medparlamentarna varnostna in obrambna skupščina (nadomestni član),
- Nacionalna skupina Interparlamentarne unije v Državnem zboru (član),
- Skupina prijateljstva z Albanijo (član),
- Skupina prijateljstva s Črno goro (član),
- Skupina prijateljstva z Malto (član),
- Skupina prijateljstva z Romunijo (član),
- Skupina prijateljstva s Slovaško (predsednik),
- Skupina prijateljstva s Srbijo (član),
- Skupina prijateljstva z Ukrajino (član),
- Skupina prijateljstva z Iranom (član) in
- Skupina prijateljstva s Poljsko (predsednik).

Potem ko je Kresalovi 2. septembra 2011 prenehal ministrski mandat, je istočasno prenehal tudi Anderličev mandat. Ker pa se je Kresalova še isti dan odpovedala poslanskemu mandatu, je bil Anderlič ponovno imenovan za poslanca.
Na državnozborskih volitvah leta 2011 je kandidiral na listi LDS. 